# 婚約三羽烏 (1937年の映画)
『婚約三羽烏』（こんやくさんばがらす）は、1937年に公開された島津保次郎監督の日本映画。

## スタッフ

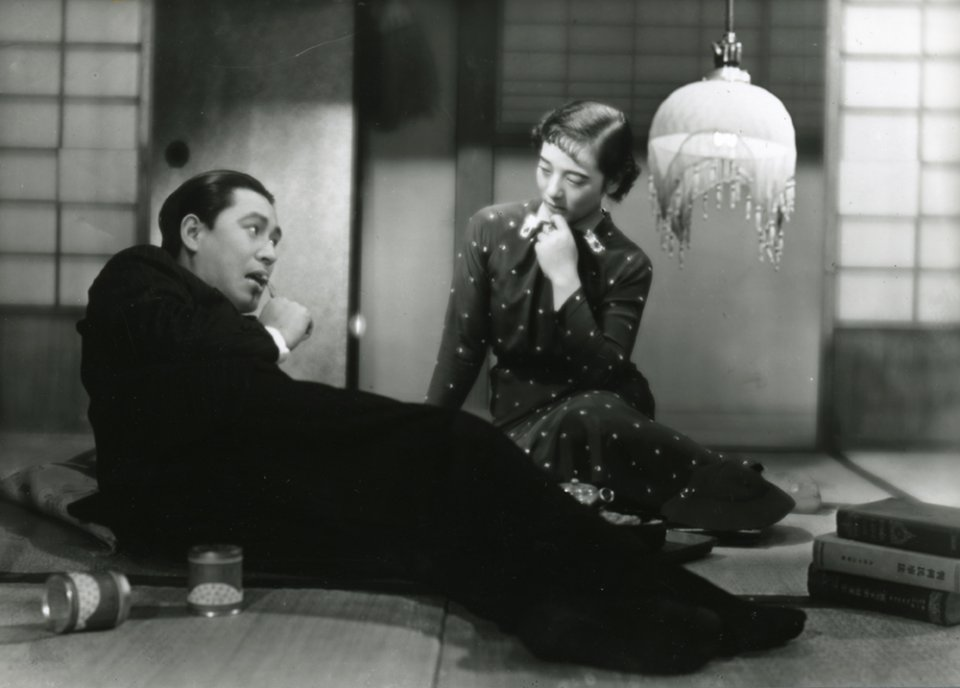
佐分利信（左）と三宅邦子（右）

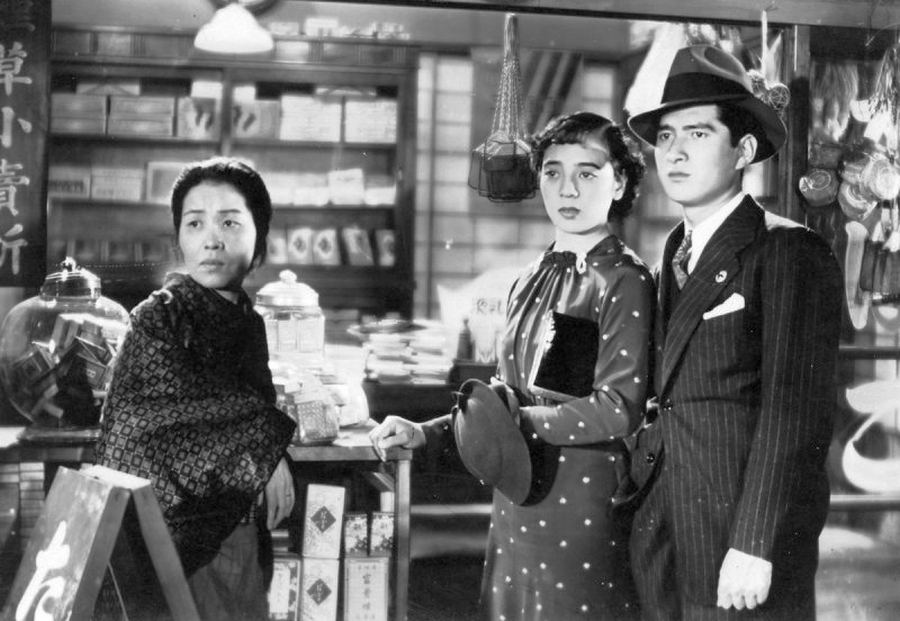
左から飯田蝶子、三宅邦子、佐野周二

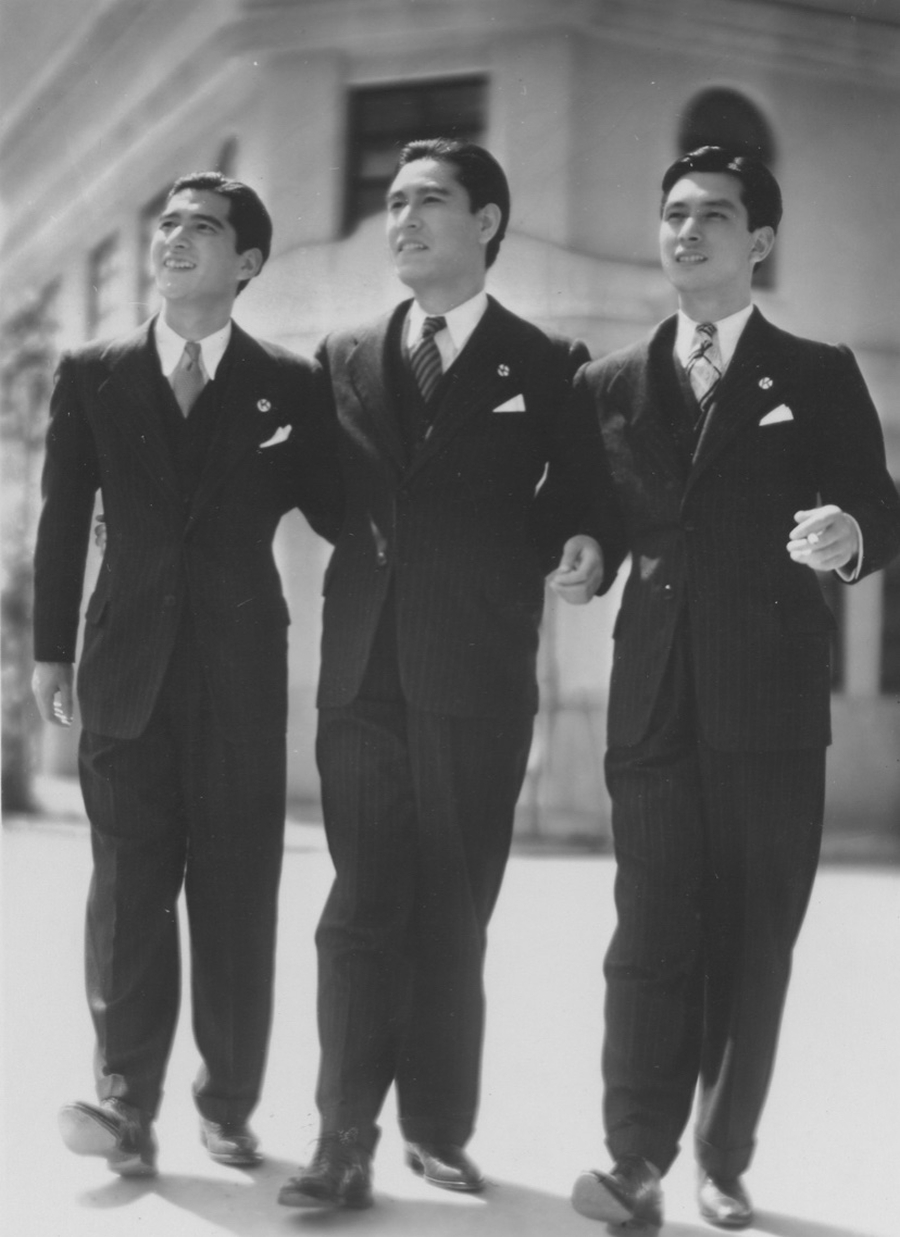
左から佐野周二、佐分利信、上原謙

- 監督 - 島津保次郎[2]
- 脚本 - 島津保次郎[2]
- 撮影 - 杉本正二郎[2]
- 録音 - 中村鴻一[1]
- 現像 - 佐々木太郎[1]

## キャスト
- 佐野周二 - 加村周二[1]
- 三宅邦子 - 順子[1]
- 飯田蝶子 - たばこ屋のおばさん[1]
- 上原謙 - 谷山健[1]
- 水島亮太郎[1] - 健の父 龍吉[3]
- 岡村文子 - 健の母[1]
- 大塚君代 - 健の妹 春子[1]
- 森川まさみ - 健の婚約者 栄子[1]
- 青木しのぶ[4] - 栄子の母[3]
- 佐分利信 - 三木信[1]
- 小牧和子[4] - 三木の婚約者お仙[3]
- 高峰三枝子 - 令嬢 影山伶子[1][3]
- 武田秀郎[1] - 伶子の父・社長 影山孫七[3]
- 葛城文子 - 孫七の妻[1][3]
- 斎藤達雄 - 阿奈支配人[1]
- 河村黎吉 - 磯山主任[1]
- 小林十九二 - 受験者[1]
- 氷川澪子[4] - ダンサー[3]
- 若水絹子[1]